# جف لاونس
جف لاونس (انگلیسی: Jeff Loveness؛ زادهٔ ۳۰ مارس ۱۹۸۹) نویسنده اهل ایالات متحده آمریکا است. وی از سال ۲۰۱۰ میلادی تاکنون مشغول فعالیت بوده‌است. وی همچنین برندهٔ جوایزی همچون جوایز امی شده‌است.